# Deniz Aslan
Deniz Aslan (* 9. Februar 1989 in Zaandam) ist ein ehemaliger niederländisch-türkischer Fußballspieler.

## Karriere

### Niederlande
Deniz Aslan kam als Sohn türkischer Gastarbeiter in Zaandam zur Welt. Nachdem er hier die Jugendmannschaften verschiedener Ortsvereine durchlaufen hatte, spielte er bis zum Sommer 2010 für die Jugendmannschaft von Ajax Amsterdam.
In der Spielzeit 2010/11 begann er seine Profi-Karriere beim Eerste-Divisie-Verein Helmond Sport. Hier kam er in neun Ligaspielen zum Einsatz und erzielte dabei ein Tor.

### Türkei
Am Saisonende wurde er vom türkischen Zweitligisten Göztepe zum Probetraining eingeladen. Göztepe entschied sich anschließend gegen eine Verpflichtung Aslans. Da ihm vom türkischen Erstligisten Bursaspor ebenfalls ein Transferangebot vorlag, entschied er sich für Bursaspor und wechselte in die Türkei. Bei Bursaspor spielte er ausschließlich für die Reservemannschaft.
Zum Sommer 2012 wechselte er zum Ligakonkurrenten Antalyaspor. Für die Rückrunde der Spielzeit 2012/13 wurde er an den Zweitligisten TKİ Tavşanlı Linyitspor ausgeliehen. In der Sommertransferperiode verließ Aslan Antalyaspor endgültig und ging zum Ligakonkurrenten Sanica Boru Elazığspor. Nachdem der Verein zum Saisonende 2013/14 den Klassenerhalt verfehlt hatte, löste er seinen Vertrag mit Aslan auf.
Zur Saison 2014/15 wechselte Aslan zum Zweitligisten Boluspor und eine Saison später zu Karşıyaka SK. Im Januar 2016 heuerte er beim Istanbuler Drittligisten Kartalspor an.

### Rückkehr in die Niederlande
Im Sommer 2016 kehrte er in die Niederlande zurück und schloss sich dem Zweitligisten FC Emmen an. Nach einem Jahr verließ er den Verein. Nach einjähriger Vereinslosigkeit war er von 2018 bis 2021 noch für den Viertligisten OFC Oostzaan aktiv.
Parallel dazu arbeitete er von 2018 bis 2022 als Jugendtrainer beim Amateurverein AVV Zeeburgia. Seit dem Ende seiner Spielerkarriere 2021 ist er zudem als Co-Trainer im Jugendbereich seines ehemaligen Vereins Ajax Amsterdam aktiv.